# Sint-Maartenskerk (Aarlen)
De Sint-Maartenskerk (Frans: Église Saint-Martin) is een grote neogotische kruiskerk in Aarlen.
Het kerkgebouw is de derde kerk in Aarlen die gewijd werd aan Sint-Maarten. De eerste kerk, uit de 4e eeuw, bevond zich buiten de stadsmuren: deze werd verwoest in de 16e eeuw. De tweede kerk werd in het stadscentrum gebouwd in 1570: deze werd afgebroken in 1935.
De huidige Sint-Maartenskerk werd gebouwd door toedoen van Leopold II tussen 1907 en 1914 in neogotische stijl en werd gewijd in 1937. Het gebouw werd ontworpen door Edouard Van Gheluwe en enigszins gewijzigd door Modeste de Noyette. In het interieur vallen de gebrandschilderde ramen op, en vooral het grote roosvenster. De kerktoren van 97 meter is de hoogste in Wallonië, en staat in de top tien van de hoogste kerktorens in België.